# Paulo Jorge (football, 1981)
Pour les articles homonymes, voir Paulo Jorge.
Paulo Jorge, de son nom complet Paulo Jorge Vieira Alves, né le 5 mai 1981 à Maia, est un footballeur portugais qui évoluait principalement au poste d'attaquant et parfois comme défenseur droit.

## Biographie
Paulo Jorge est né à Maia, dans le district de Porto. Il a passé six saisons en Segunda Liga avec son club natal, le FC Maia, incluant des prêts dans les divisions inférieures avec Pedrouços et le FC Infesta, avant de signer un contrat de trois ans avec le Boavista FC pour la saison 2005-2006,. Lors de sa seule saison au Estádio do Bessa, il marque sept buts toutes compétitions confondues, dont l’égalisation lors du derby à domicile contre le FC Porto (1-1) lors de la dernière journée ; l’équipe avait besoin de la victoire pour se qualifier pour la Coupe UEFA.
Paulo Jorge rejoint le SL Benfica en juillet 2006, pour un contrat de quatre ans dont le montant n’a pas été révélé. Avec le club de Lisbonne, il débute en Ligue des champions contre l'Austria Vienne (deux matchs du troisième tour de qualification), ainsi que contre FC Copenhague et Manchester United (phase de groupes),. Son seul but intervient le 1er octobre, lors de l’ouverture d’une victoire 4-1 à domicile contre CD Aves.
Cependant, après des apparitions limitées lors de la saison de championnat, Paulo Jorge est prêté au Málaga CF en Espagne, club qui obtient la promotion en 2008. Il y partage l’équipe avec ses compatriotes Eliseu et Hélder Rosário, marquant un but lors d’une défaite à domicile 2-1 contre Gimnàstic de Tarragona le 10 mai 2008.
Paulo Jorge est définitivement transféré à la mi-juillet 2008 et rejoint le CS Marítimo pour deux ans, aux côtés de Manú et João Coimbra également transférés depuis le Estádio da Luz. Il inscrit son premier but officiel pour le club de Madère le 4 janvier 2009 lors d’une victoire 4-1 contre FC Paços de Ferreira, et joue principalement comme arrière droit pendant la saison.
En juin 2010, Paulo Jorge et son ancien coéquipier de Benfica Nuno Assis rejoignent le Al-Ittihad Club en championnat saoudien, dirigés par leur compatriote entraîneur Manuel José. Début 2013, il revient en première division portugaise en étant recruté par Paulo Alves au Gil Vicente FC.
Restant dans la même division, Paulo Jorge signe un contrat d’un an avec CF Belenenses en juillet 2013. Après sept matchs, il est libéré d’un commun accord le 15 janvier.
Au total, il dispute 103 matchs pour 6 buts inscrits en première division portugaise.